# Вила Камера (Терамо)
Вила Камера (итал. Villa Camera) је насеље у Италији у округу Терамо, региону Абруцо.
Према процени из 2011. у насељу је живело 128 становника. Насеље се налази на надморској висини од 201 м.